# Bellou-sur-Huisne
Bellou-sur-Huisne foi uma comuna francesa na região administrativa da Normandia, no departamento Orne. Estendia-se por uma área de 15,18 km². Em 2010 a comuna tinha 429 habitantes (densidade: 28,3 hab./km²).
Em 1 de janeiro de 2016, passou a formar parte da nova comuna de Rémalard en Perche.